# 응거
응거(應璩, 190년 ~ 252년)는 조위 후기의 저술가이다. 자는 휴련(休璉). 여남군(지금의 허난성) 출신.
응창은 사공연(司空掾) 응순(사례교위 응봉의 아들)의 아들로 태어났다.

## 친족
- 응소 - 아버지 응순의 형으로 태산태수를 지냈다.
- 응창 - 응거의 형
- 응정
- 응첨